# Podział administracyjny Kościoła katolickiego w Hondurasie
Podział administracyjny Kościoła katolickiego w Hondurasie – w ramach Kościoła katolickiego w Hondurasie funkcjonują obecnie dwie metropolie, w których skład wchodzą dwie archidiecezje i dziewięć diecezji. 
Jednostki administracyjne Kościoła katolickiego obrządku łacińskiego w Hondurasie:

## Metropolia San Pedro Sula
- Archidiecezja San Pedro Sula
  - Diecezja Gracias
  - Diecezja La Ceiba
  - Diecezja Santa Rosa de Copán
  - Diecezja Trujillo
  - Diecezja Yoro

## Metropolia Tegucigalpa
- Archidiecezja Tegucigalpa
  - Diecezja Choluteca
  - Diecezja Comayagua
  - Diecezja Danlí
  - Diecezja Juticalpa